# Genes neurogénicos
Los genes neurogénicos, junto con los genes proneurales, controlan el proceso de neurogénesis durante el desarrollo embrionario. Los productos de los genes neurogénicos median interacciones célula-célula y previenen que la mayoría de las células competentes para diferenciarse expresen genes proneurales a elevados niveles.
En Drosophila existen dos ligandos principales neurogénicos: Delta, Serrate y Jagged (representados también por dos subfamilias génicas en vertrebrados), que interaccionan con el receptor Notch. Éste al activarse provoca un proceso que se conoce como Inhibición lateral.
Un modulador de la actividad de Notch es la proteína Fringe (Fng), uno  de cuyos homólogos en vertebrados es lunatic Fng (lfng). Existen evidencias de que Fng promueve la actividad de Notch por parte de Delta, mientras que reprime la activación por parte de Serrate. El mecanismo molecular suyaccente a este fenómeno podría ser la modulación postraduccional en la glicosilación de Notch.
Serrate actúa como ligando para las interacciones inductivas entre poblaciones celulares.
Se cree que Serrate y Delta pueden estar implicados en la función proneural de Notch. La expresión del primero no es esencial para la función de este último.
- Datos: Q5877078